# Eupatinapta multipora
Eupatinapta multipora är en sjögurkeart. Eupatinapta multipora ingår i släktet Eupatinapta och familjen masksjögurkor. Inga underarter finns listade i Catalogue of Life.